# Gentiane des neiges
Gentiana nivalis
Espèce
Classification phylogénétique
La Gentiane des neiges (Gentiana nivalis) est une plante annuelle (type biologique très rare en haute montagne) de la famille des Gentianacées.

## Description

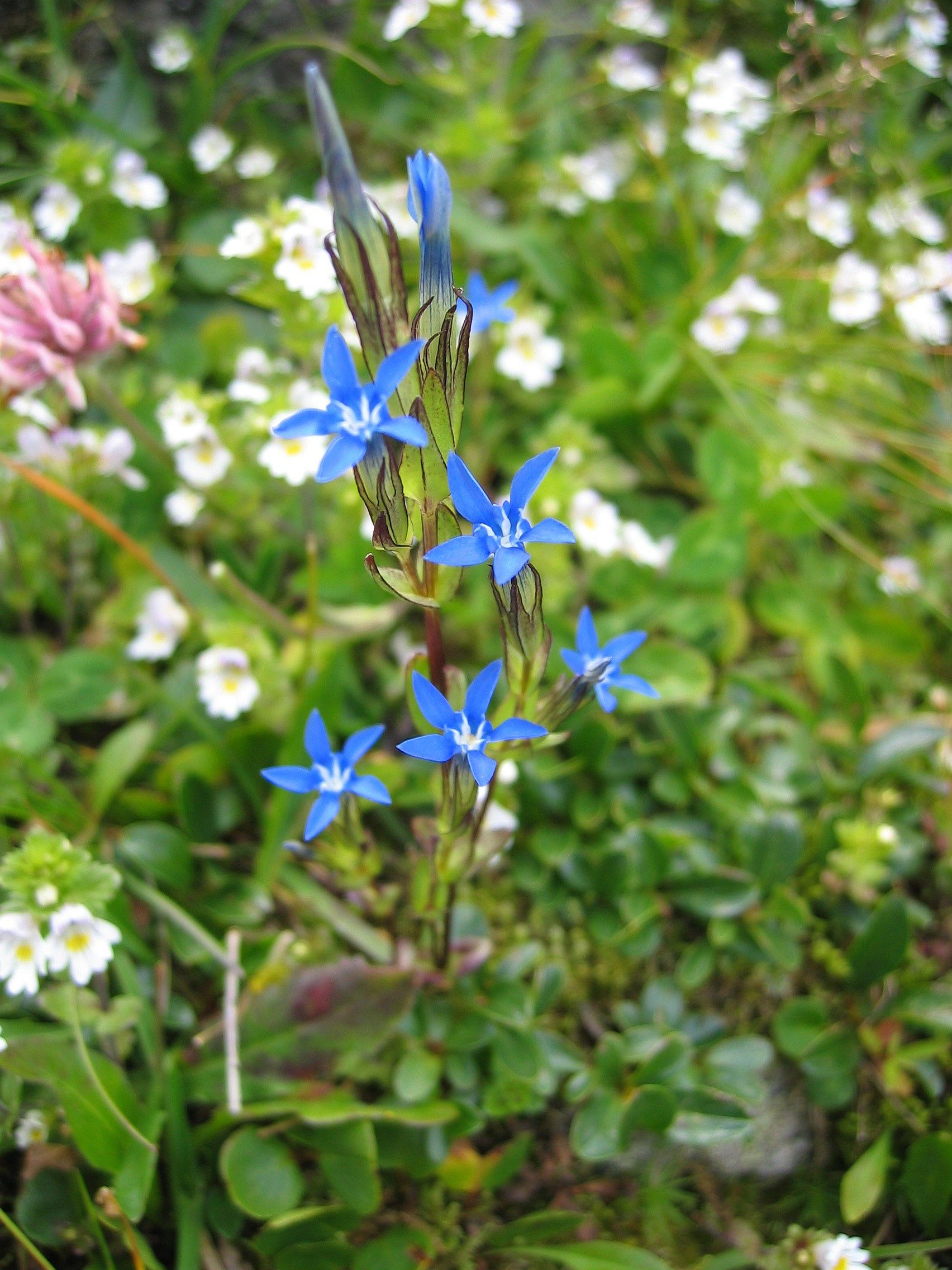
Gentiane des neiges dans le Tyrol en Autriche

- Forme : tige mince (1 cm) et haute (15 cm) ramifiée, avec des racines grêles et une petite rosette basale.
- Feuilles :
- Fleurs : nombreuses fleurs bleues, étroites, assez petites, à calice non ailé.
- Floraison : de juin à août.
- Habitat : pelouses humides et pâturages.
- Altitude : entre 1 600 et 3 000 m.
- Toxicité : non
- Plante protégée : non